# 3030 Веренберґ
3030 Веренберґ (3030 Vehrenberg) — астероїд головного поясу, відкритий 1 березня 1981 року.
Тіссеранів параметр щодо Юпітера — 3,571.